# Happy Days (Ghali)
Happy Days è un singolo del rapper italiano Ghali, pubblicato il 12 maggio 2017 come terzo estratto dal primo album in studio Album.

## Tracce
1. Happy Days – 3:18

## Formazione
- Ghali – voce
- Charlie Charles – produzione, montaggio, missaggio, mastering

## Classifiche

### Classifiche settimanali
| Classifica (2017) | Posizione massima |
| ----------------- | ----------------- |
| Italia            | 4                 |

### Classifiche di fine anno
| Classifica (2017) | Posizione |
| ----------------- | --------- |
| Italia            | 18        |